# Robert Böker (Ingenieur)
Robert Böker (vollständiger Name Robert Albert Böker; * 23. Mai 1885 in Leipzig; † 7. Juli 1980 in Bad Homburg vor der Höhe) war ein deutscher Ingenieur und Wissenschaftshistoriker.

## Leben
Robert Böker war der Sohn des Brückenbauers Robert Anton Gescheidt Böker (1845–1923) und seiner Frau Anna geb. Harkort, der Tochter des Eisenbahnindustriellen Johann Caspar Harkort (1817–1896). Sein Großvater war der Unternehmer Hermann Böker (1803–1884), der in die USA ausgewandert war und in New York 1837 die Handelsfirma H. Boker & Co gegründet hatte. Sein Vater Robert Böker kehrte nach Deutschland zurück und wurde dort ansässig, blieb jedoch US-Bürger, ebenso wie seine in Leipzig geborenen Kinder.
Robert Böker besuchte die Thomasschule zu Leipzig. Nach der Reifeprüfung (1906) studierte er Ingenieurwissenschaft und Physik an der Universität Leipzig. 1907 nahm er die sächsische Staatsbürgerschaft an und diente als Einjährigfreiwilliger im Heer. Anschließend setzte er sein Studium an der Technischen Universität Dresden und an der Universität Göttingen fort. Von 1913 bis 1914 arbeitete er als Assistent bei Richard Mollier an der TU Dresden. 1914 wurde er an der Technischen Hochschule Aachen zum Dr. ing. promoviert.
Am Ersten Weltkrieg nahm Böker als Leutnant der Reserve von 1914 bis 1917 teil. Er nahm an zahlreichen Gefechten teil und erhielt das Eiserne Kreuz 1. Klasse und den Albrechts-Orden (Ritter 2. Klasse mit Schwertern). Nach einer Verwundung wurde er 1917 entlassen. Noch im selben Jahr heiratete er Charlotte Körting (1897–1990), die Tochter des Elektroindustriellen Max Körting (1862–1948).
Nach Kriegsende arbeitete Böker in der Industriepraxis, ehe er 1923 Vorstandsmitglied der Plessaer Braunkohlewerke wurde. Ab 1933 arbeitete er außerdem als Zivilingenieur in der Lichttechnik.
Nach dem Ende des Zweiten Weltkriegs wurde Böker aus dem Vorstand der Plessaer Braunkohlewerke entlassen. 1948 trat er in den Ruhestand, den er in Leipzig verbrachte. 1959 zog er mit seiner Frau nach Bad Homburg vor der Höhe, wo er am 7. Juli 1980 hochbetagt starb.
Neben seiner Tätigkeit in der Industrie war Böker auch wissenschaftlich tätig. Er konstruierte einen Präzessions-Himmelsglobus, der im Deutschen Museum in München ausgestellt ist. Sein Forschungsschwerpunkt lag auf der Geschichte der Naturwissenschaften im Altertum, besonders der Technik- und Wirtschaftsgeschichte, sowie auf der Geschichte des Eisenbahnbaus. Er verfasste zahlreiche Artikel für die Realenzyklopädie der klassischen Altertumswissenschaft (RE) und für den Kleinen Pauly (KlP).

## Schriften (Auswahl)
- Die Mechanik der bleibenden Formänderung in kristallinisch aufgebauten Körpern. Berlin 1914 (Dissertation)
- Frühe sächsische Eisenbahngründungen. Zum Gedenken an Gustav Harkort und die Eröffnung der Leipzig-Dresdner Eisenbahn vor hundert Jahren am 8. April 1839. o. O. 1939
- An die Nachkommen der Leipziger Kaufherren Gustav Harkort, Albert Dufour-Feronce, Carl Lampe, Wilhelm Seyfferth, Wilhelm Crusius, an die Mitglieder des Familienverbandes der Familie Harkort, an die Forscher auf dem Gebiete der dt. Wirtschaftsgeschichte. Leipzig 1943
- Unglaubwürdigkeit der in der Listliteratur gegen Gustav Harkort und seine Mitarbeiter in der Leipzig-Dresdner Eisenbahnkompanie gebräuchlichen Anschuldigungen. Leipzig 1943
- Die Entstehung der Sternsphaere Arats. Berlin 1952
- Babylonische Beobachtung des Perseidenradianten. Leipzig 1954